# MicroVision
MicroVision Inc. ist ein US-amerikanisches Technologieunternehmen und als MVIS am NASDAQ gelistet. Das Unternehmen ist Vorreiter im Bereich der MEMS-basierten und Solid-state Laserstrahl-Scannertechnologie und entwickelt Lidar-Sensoren für die Automobilindustrie sowie Lösungen für moderne Fahrassistenzsysteme.

## Geschichte
MicroVision wurde 1993 von Stephen Willey in Redmond gegründet und ist seit 1996 am NASDAQ gelistet.
Im Jahr 2020 wurde Sumit Sharma zum Chief Executive Officer ernannt. Er arbeitet seit 2015 für MicroVision und war für die Bereiche Technologie, Forschung und Entwicklung, Produkte und das operative Geschäft verantwortlich.
Anfang 2023 übernahm MicroVision für ca. 15 Millionen Euro Teile des deutschen Zulieferers Ibeo Automotive Systems, nachdem Ibeo im Oktober 2022 einen Insolvenzantrag gestellt hatte. Als Gründe für die Akquisition wurden beispielsweise die Entwicklung eines im Fahrzeugdach positionierten Lidar-Sensor aufgeführt sowie die Erweiterung der marktübergreifenden Strategie von MicroVision um Ibeos Flash-Lidar-Sensoren und MAVIN-Sensoren. 2023 stellt MicroVision den marktreifen LiDAR-Sensor MOVIA™ L vor. Das A-Sample des Nahbereichssensors MOVIA™ S wird 2025 vorgestellt.

## Produkte

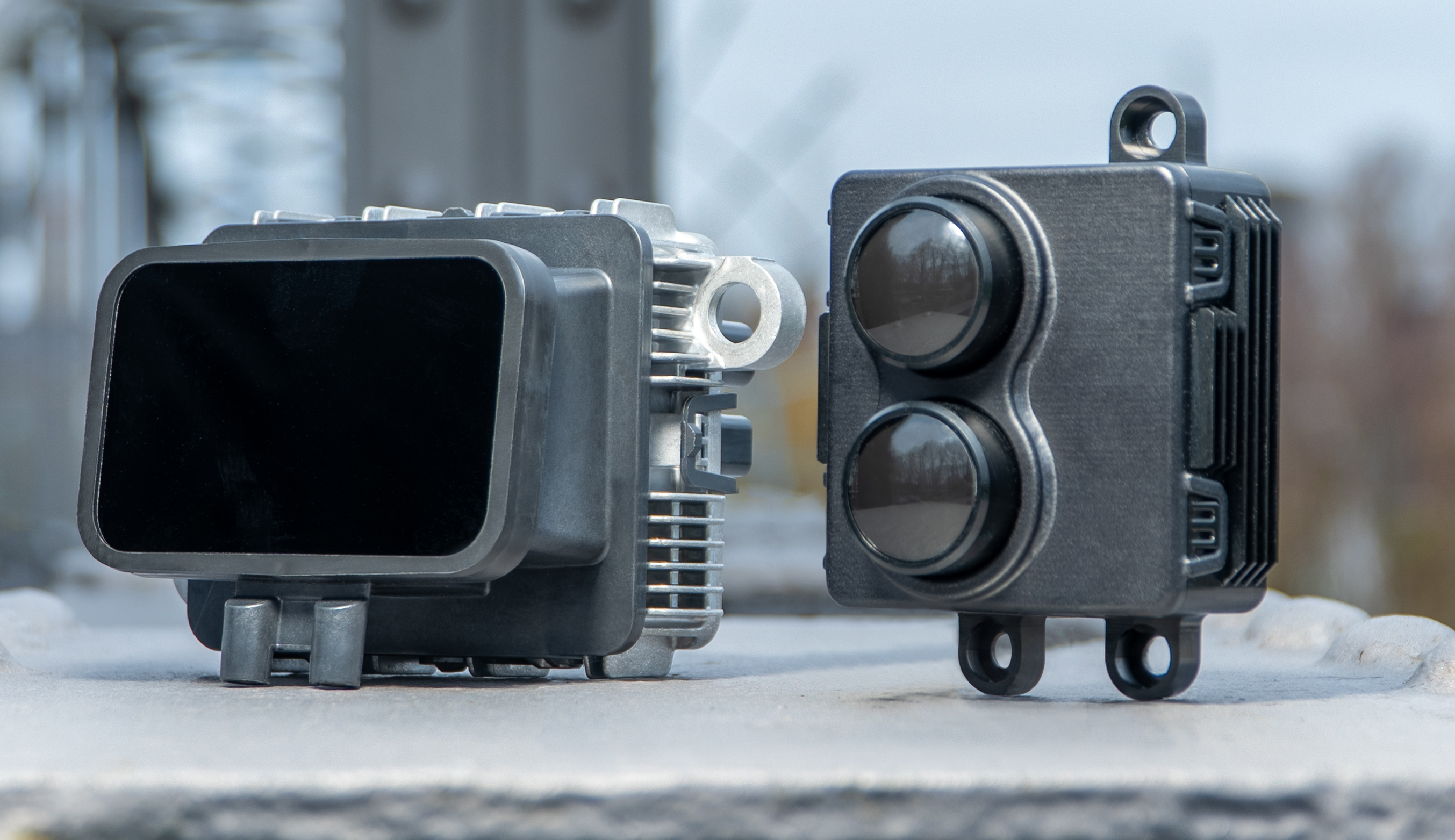
LiDAR-Sensoren von MicroVision

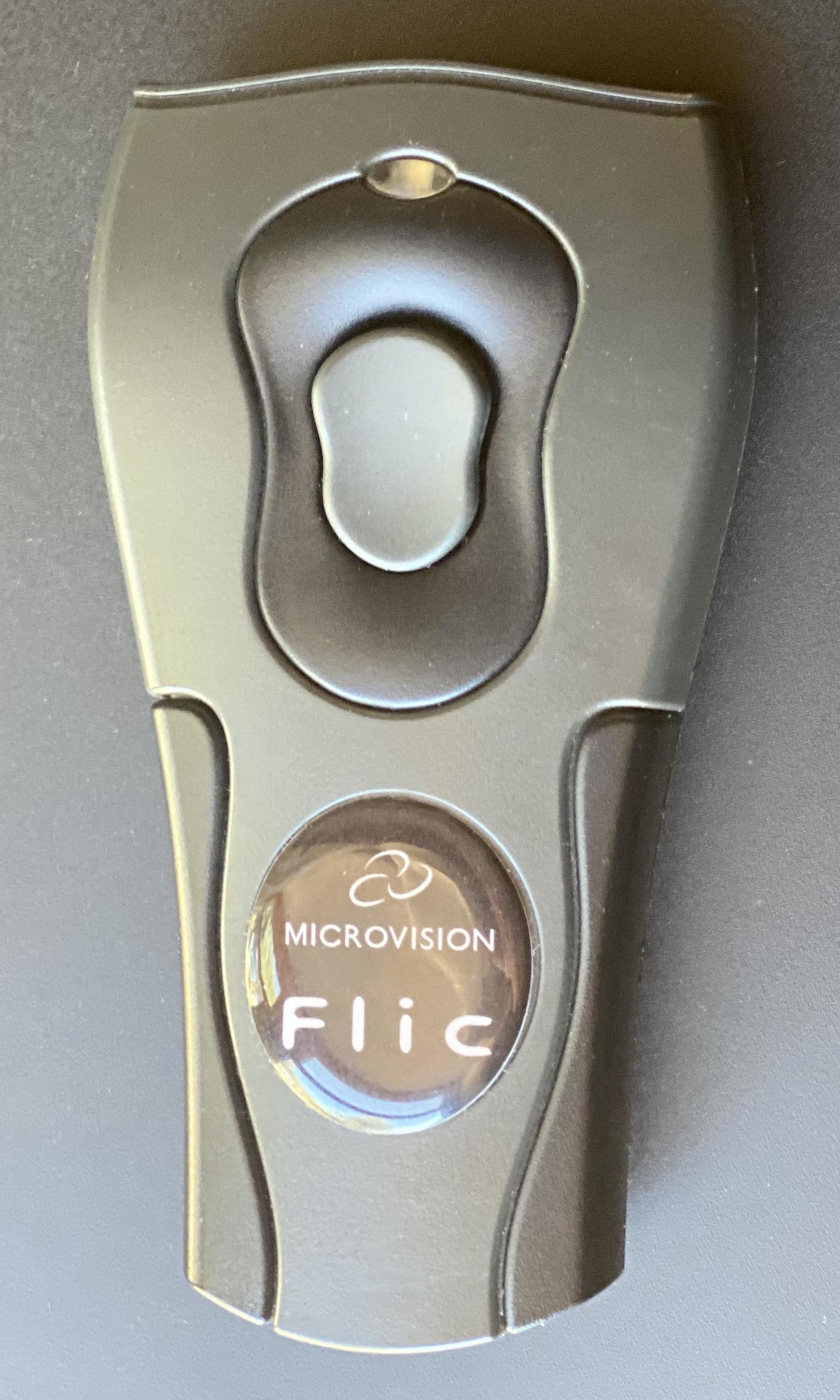
Barcodelesegerät mit von MicroVision basierend auf MEMS-Technologie

MicroVision ist vor allem Hard- und Software-Spezialist für LiDAR-Technologie für die Bereiche Automotive und Industrie:
- LiDAR-Sensoren:
  - Solid-state 3D lidar Nahbereich und für mittlere Distanz
  - MEMS-basierter Sensor im Fernbereich (bis 300 m)
- Perception-Software: Objekterkennung, -klassifizierung und -tracking
- MOSAIK™ Suite: Automatisierte Validierung von Sensoren und Algorithmen
- Display Applications
  - Projection Display Engine
  - AR/MR/VR Display Engine
- Display + Sensing Applications
  - Interactive Projection Display Engine